# قصر العظم (حماة)
قصر العظم هو قصر أثري يقع في قلب مدينة حماة السورية بالقريب من حديقة العامة بجانب النواعير وهو مقر متحف التقاليد الشعبية بحماة أيضا، وتعود تسميته نسبة إلى آل العظم لأن أول من بناه هو أسعد باشا العظم وأكمله أبناؤه واستعملوه .
يعتبر قصرالعظم من أجمل الأوابد العمرانية في العصر العثماني وهو يقع في المدينة القديمة من مدينة حماة - سوريا، في أجمل موقع وأروع مكان أثريا أو طبيعيا وقد اعتبر بعض الباحثين أنه أجمل ما في القصر موقعه فهو يشرف على نهر العاصي بقبته الشامقة، ويجري النهر تحت أقدامه وكأنه شارع مستقيم جميل تشدو عليه النواعير نواعير حماة الشهيرة بصوتها العذب ضمن حديقة غناء تمتاز بأنواع وأشكال مختلفة من الأشجار والثمار والأزهار. ويرى الناظر من نوافذه من فوق سطوحه كثيرا من مباني حماة الأثرية مثل القلعة، الجامع النوري وحارات حماة القديمة وبعض الجوامع الأثرية بالمدينة.

## بناء القصر
تعاقب على بناء هذا القصر ثلاثة بناة حيث بدأ بناؤه
- أسعد باشا العظم في عام 1153 هجري - 1740 ميلادي ويدل على هذا التاريخ أبيات من الشعر المنقوش على جدران القاعة الكبرى (قاعة الذهب) نصه

وبحساب الجمل يكون 187/135/444/396 = 1153 هجري كما بنى أسعد باشا كل من الأسطبل ومستودع العلف في الطابق الأرضي.
- وقد رمم نصوح باشا العظم القاعة الكبرى سنة 1780م وانقلب هذا القصر من قصر لحكم المتسلم إلى مكان خاص بالحريم ويدعى باللغة التركية (الحرملك) ،وابتنى نصوح باشا قسما ثانيا يقع شمال الحرملك ليستقبل فيه الضيفان وشؤون الحكم وسمي بقسم السلاملك باللغة التركية وهذا يعني قسم الرجال.
- أكمل مؤيد باشا العظم عمل أسعد باشا في قسم الحرملك فبنى في الطبقة الأرضية قبوا ملحقا بالأسطبل يقع في جنوبه وشيد فوقه جناحا مناظرا للقاعة الكبرى من الجنوب في الطابق العلوي يتألف من غرف مزخرفة ومنقوشة وكان ذلك في عام 1824م، في عام 1830م أتم أحمد مؤيد باشا تزيين الطابق الأرضي فأنشأ إيوانا بديعا وفسقية كبرى مثمنة الشكل وعدة غرف تحيط بها فضلا عن حمام خاصة بالقصر سميت باسم حمام المؤيدية نسبة إلى بانيها ويدل على ذلك أبيات الشعر المنقوشة على جدران الإيوان الأرضي الجنوبي في اّخر بيت فيها:

وبحساب الجمل يكون 54\622\518\52\ = 1246 هجري
وسكن هذا القصر بعد أحمد مؤيد باشا العظم أولاده وأحفاده حتى عام 1920م حيث تحول إلى مدرسة لجمعية دار العلم الأهلية في حماة وبعد ذلك تحول إلى متحف في عام 1956م في عهد رئيس الجمهورية شكري القوتلي. هذه لمحة تاريخية موجزة عن قصر العظم أو متحف التقاليد الشعبية في مدينة حماة يقتضي المقام أن نقف مليا عنده لنتبين عظمة بنائه ونتفيأ ظلاله حيث تربعت في باحة الطابق الأرضي شجرة المانوليا وقد أصبح عمرها مائة عام ونيف وأيضا نستمتع بسحر زخارفه ونقوشه البديعة المتنقلة بين شعر وورد وأشجار وأنهار.

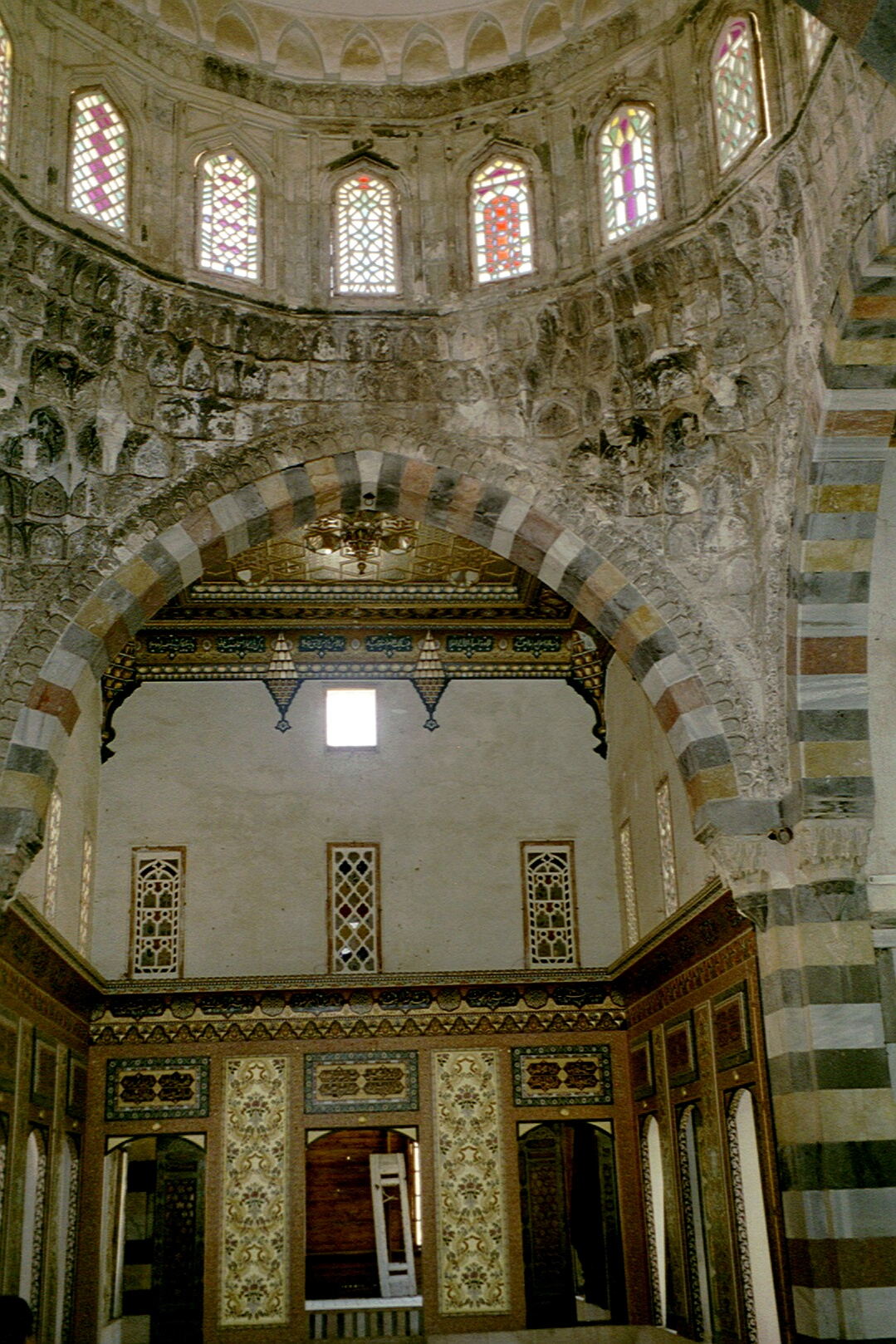
غرفة الاستقبال

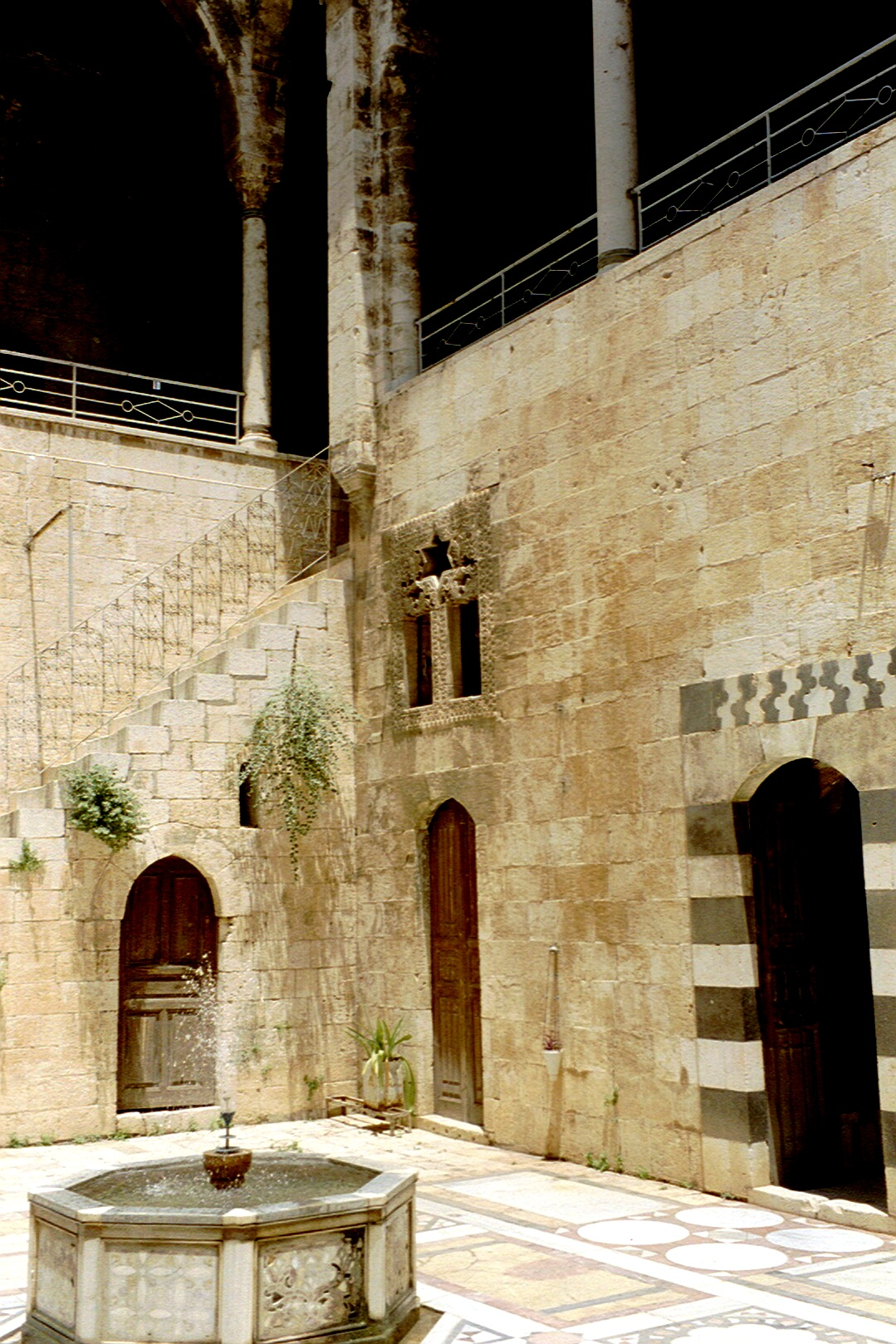
ساحة قصر العظم

## القصر المتحف
أما إذا دخلنا إلى المتحف داخل القصر فتطالعنا فرش الإيوان وهو من قماش الخام الأبيض المطبوع والذي تتفرد مدينة حماة بصنعه بألوانه السوداء والحمراء، وفي وسطه منقل ودلة قهوة تتصدره لوحة الفريسك والتي سبق وصفها، ومن ثم في الطابق العلوي توجد غرفتان عرض في الأولى تصور أعمال ريف حماة من طحن للحبوب أو غزل للصوف تقوم به فتاتان ترتديان الزي الريفي.
أما الغرفة الثانية فتسمى (بجلوة العروس) حسب اللهجة المحلية والتي تعني أن الماشطة التي تقوم بتزيين وتلبيس العروس وتقدم العروس إلى العريس وإلى جوارها أم العروس والكل يرتدي الزي الحموي (الكمينو) للماشطة وهو مشغول بزخارف نباتية عملت بالصرمة هذا فضلا عن ثوب القز التي تشتهر به العروس الحموية وهو من حرير أصلي أسود تعمل زخارفه بطريقة ربط عقد صغيرة من القماش وتصبغ بألوان طبيعية من الأحمر والأصفر وتوضع فوق كل نقطة برقة وخرزة ويتوج هذا الثوب ياقة من المخمل الأسود مشغولة بالصرمة على أشكال نباتية وحيوانية محورة عن الواقع.
ومن ثم ننتقل إلى القسم الشمالي من القصر أي إلى السلاملك عبر الحمام المؤيدية بأقسامها الثلاث جواني ووسطاني وبراني فضلا عن المقصورة الخاصة. وقد توزعت بها تماثيل تمثل عملية الاستحمام ومراحلها إلى أن ينتهي في أماكن الاستراحة، يميز في سقف هذا الحمام القمريات الزجاجية التي تسمح بمرور النور من خلالها،
أما السلاملك وفي الطابق الأرضي تبدو فسحة سماوية في وسطها بركة صغيرة ويحيط بها زخارف متنوعة من الرخام الملون زخارف أضفت على جمال المكان جمالا وزادته رونقا وبهاء. ندخل منها إلى غرفة المطبخ كما كانت تستعمل سابقا حيث عرضت فيها خزائن زجاجية تتضمن نماذج جميلة متعددة ومتنوعة من الزجاج الشفاف والمغشى والأوبالين أو بورسلان ملون وهي إما مصابيح أو قماقم أو أباريق أو كؤوس.
أما في الطابق الأرضي من قسم الحرملك فتوجد غرف ثلاث مع القبوين بحاجة إلى ترميم وإعادة طبقة الكلس المقنب للقبوين والغرف وترميم سقف الغرفة المقابلة للإيوان، التماثيل في الغرف القديمة المعروضة والمهيئة للعرض تمثل غرفة للضيوف وتشمل فرش قطع مشغولة بالصرمة بالطابق الأرضي من قسم الحرملك وكذلك غرفة نبين فيها عملية طبع القماش بأنواعه وأشكاله والذي تختص به مدينة حماة، وغرفة ثالثة في نفس القسم تحكي قصة الخيط ومراحل تصنيعه من غزل ونسج للقماش، بالإضافة إلى غرفة تمثل لعبة السيف والترس حيث يتوافر تمثالان بزي الفروسية.

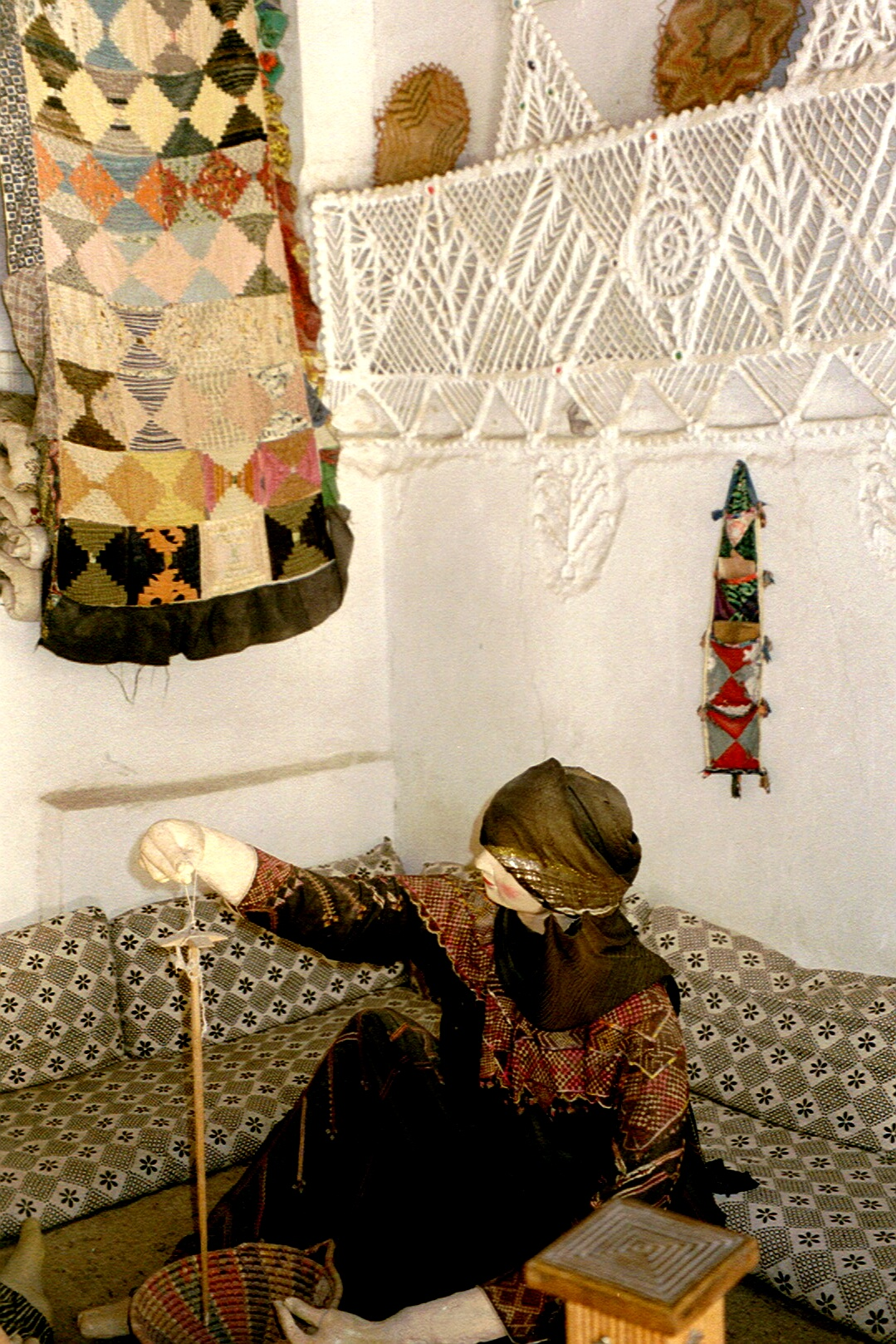
الزي التقليدي الشعبي

## أعمال الترميم
هذا هو متحف التقاليد الشعبية من حماة وهناك مشروع لترميم البناء بكامله وإعادة تأهيل أجزاء من القصر الرائع، فمثلا في القاعة الذهبية بدأ بإعادة بناؤها وترميمها وإعادة زخارف العجمي إلى جدرانها وسقوفها وكذا الحال في الغرفة المقابلة لهذه القاعة.

## وصلات خارجية
- الموقع الرسمي لمحافظة حماة